# La Tentation de Saint Antoine dans les Arts

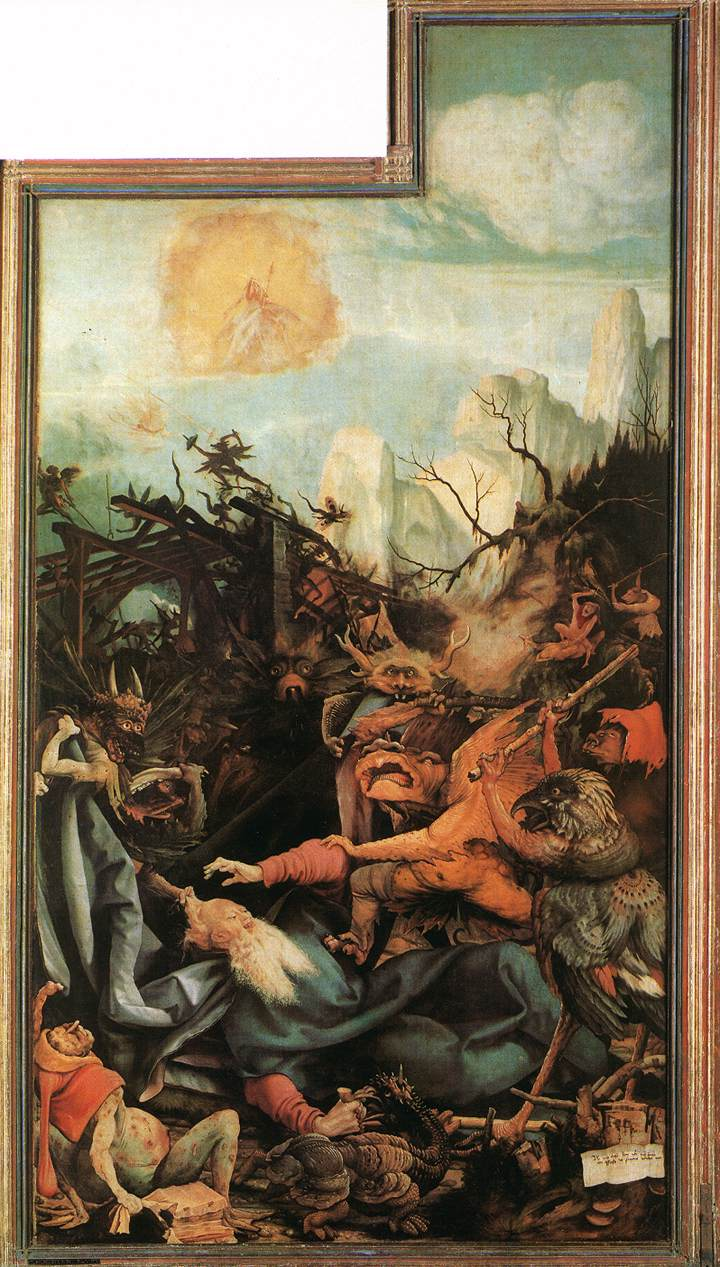
Matthias Grünewald, aile intérieure droite du retable d'Issenheim représentant la Tentation de saint Antoine, 1512-1516 (huile sur panneau).

La Tentation de saint Antoine est un sujet récurrent dans l'histoire de l'art et de la littérature, concernant la tentation surnaturelle à laquelle aurait été confronté saint Antoine le Grand lors de son séjour dans le désert égyptien. La tentation d'Antoine est évoquée pour la première fois par Athanase d'Alexandrie, contemporain d'Antoine, et devient dès lors un thème populaire dans la culture occidentale.
Le sujet médiéval commun, inclus dans La Légende dorée et d'autres sources, montre saint Antoine tenté ou assailli dans le désert par des démons, aux tentations desquels il a résisté ; la Tentation de saint Antoine (ou Procès… ) est le nom le plus courant du sujet[réf. nécessaire].
À proprement parler, il y a au moins deux épisodes différents dérivés de la Vie de saint Antoine d'Athanase et de versions ultérieures de la vie qui peuvent être représentés dans les arts, bien que tous portent généralement ce nom.
La tentation la plus couramment représentée est celle de femmes tentatrices et d’autres personnages représentés comme étant démoniaques[réf. nécessaire].
Cependant, la composition de Martin Schongauer (copiée par Michel-Ange) montre probablement un épisode ultérieur où saint Antoine, normalement transporté dans le désert soutenu par des anges, est pris en embuscade et attaqué en plein vol par des diables. Anastase décrit un autre épisode où le saint est attaqué au sol[réf. nécessaire].

## Histoire

La Tentation de saint Antoine, 1487–88, par le jeune Michel-Ange, copiant la gravure de Martin Schongauer

La première œuvre représentant Saint Antoine attaqué par des démons est une peinture murale dans l'atrium de Santa Maria Antiqua du Xe siècle. Le sujet devient particulièrement populaire à la fin du Moyen Âge européen, à partir de 1450 environ. Le siècle suivant vit apparaître les représentations les plus célèbres dans les enluminures, les gravures et les peintures. Il s'agit notamment des représentations de Martin Schöngauer (vers 1470), Jérôme Bosch (vers 1505) et Matthias Grünewald (1512-1516).
À l'époque moderne, le thème est traité par le peintre espagnol Salvador Dalí et l'écrivain français Gustave Flaubert, qui considérait son livre de 1874 La Tentation de saint Antoine comme son chef-d'œuvre.
Odilon Redon, contemporain de Flaubert, s'inspire de l'interprétation de 1874 pour créer trois séries de lithographies. Les œuvres ont été rassemblées dans des publications, dont un livre électronique du Projet Gutenberg.
En 1946, la société de production cinématographique David L. Loew-Albert Lewin organise un concours pour une peinture sur le thème de la Tentation de Saint Antoine, l'œuvre gagnante devant être montrée dans le film Les Affaires privées de Bel Ami. Divers artistes répondent à l'appel et le concours est remporté par Max Ernst, dont l'œuvre apparaît ainsi dans ce film. Cependant, le plus connu de ces tableaux est celui d'un concurrent malheureux : la version de Salvador Dalí[réf. nécessaire].

## Versions notables du sujet

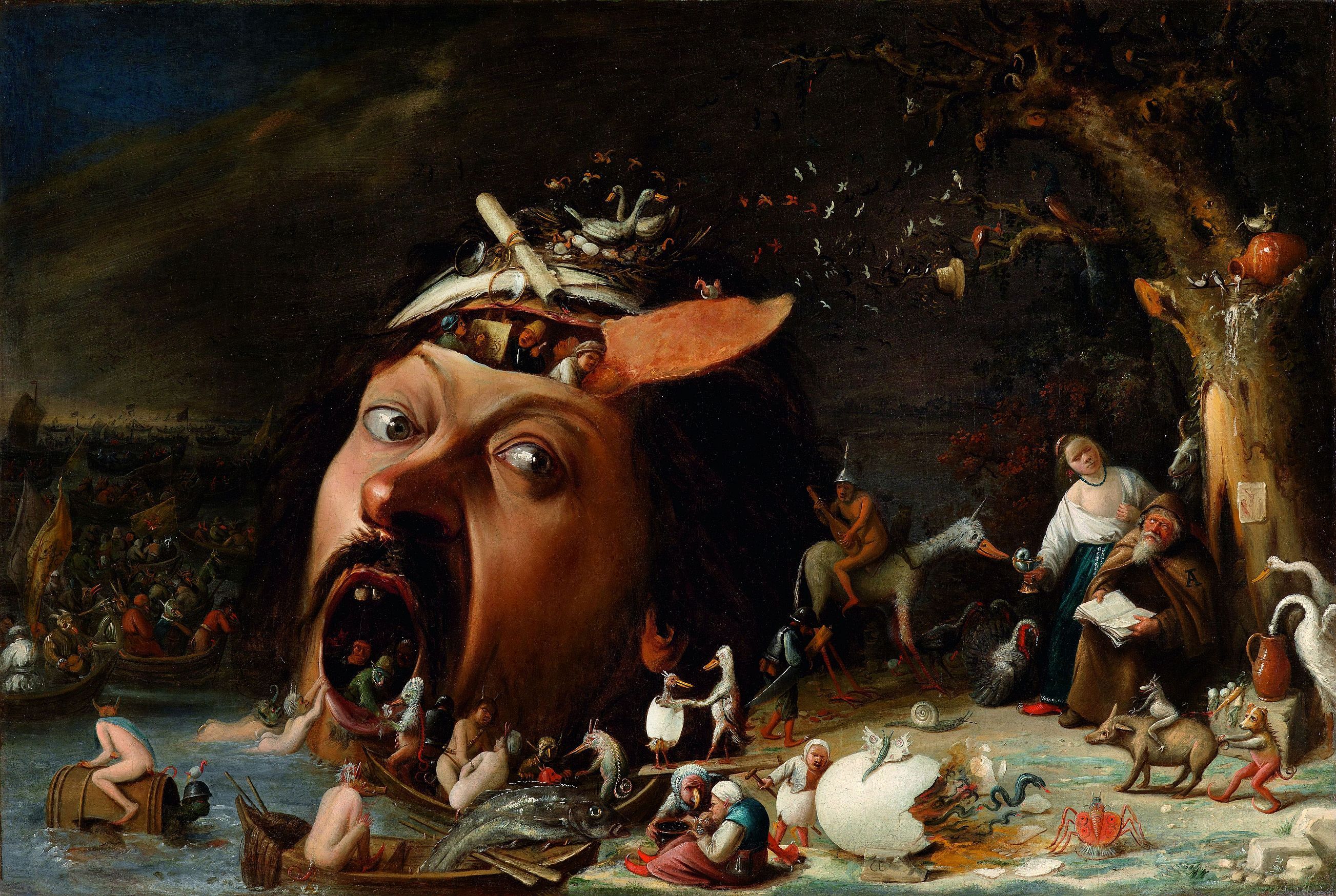
La Tentation de saint Antoine, de Joos van Craesbeeck, vers 1650, rappelant clairement les traitements de Bosch.

- Saint Antoine abbé tenté par un tas d'or, Sienne, XVe siècle
- La Tentation de saint Antoine, une gravure largement diffusée de Martin Schongauer
- La Tentation de saint Antoine (Michel-Ange), un tableau du XVe siècle de Michel-Ange (son premier), peint d'après la gravure de Schongauer, conservé au musée Kimbell à Ft. Worth.
- Triptyque de la Tentation de saint Antoine, Jérôme Bosch, vers 1501, au Musée national d'art ancien de Lisbonne.
- La Tentation de saint Antoine (tableau Bosch), tableau du XVIe siècle réalisé par Jérôme Bosch ou un disciple, conservé au musée du Prado à Madrid.
- La Tentation de saint Antoine, une autre version de Bosch, à Kansas City
- Retable d'Issenheim de Matthias Grünewald (1512-1516)
- La Tentation de saint Antoine, tableau de Pieter Huys datant de 1547
- La Tentation de Saint Antoine, un tableau de 1598-1600 d'Annibale Carracci
- La Tentation de saint Antoine, œuvre de David Teniers le Jeune, vers 1650
- La Tentation de saint Antoine, tableau de Joos van Craesbeeck datant de 1650
- La Tentation de Saint Antoine, plusieurs tableaux du XVIIe siècle de Mattheus van Helmont
- La Tentation de saint Antoine, tableau de Paul Cézanne de 1887
- La Tentation de Saint Antoine, un tableau de Lovis Corinth de 1897
- La Tentation de Saint Antoine, une peinture de Max Ernst de 1945
- La Tentation de Saint Antoine, un tableau de Salvador Dalí de 1946
- La Tentation de saint Antoine, 1942–1945, une série de peintures de Michael Ayrton
- La Tentation de Saint Antoine, un tableau de Leonora Carrington de 1947
- Les Tentations de Saint Antoine / Las tentaciones de San Antonio, av. Peinture de Diego Rivera de 1947
- La Tentation de Saint Antoine, une peinture moderne fictive présentée dans le roman Breakfast of Champions de Kurt Vonnegut de 1973
- La Tentation de saint Antoine, gravure de Jacques Callot, 1645